# اورنج گروو (تگزاس)
اورنج گروو، تگزاس (به انگلیسی: Orange Grove, Texas) شهری در ایالت تگزاس از ایالات جنوبی ایالات متحده آمریکا است. در سرشماری سال ۲۰۰۰، جمعیت این شهر ۱۲۸۸ نفر اعلام شد.